# Sibille Attar
Sibille Attar, född 27 november 1981 i Örebro, är en svensk artist, låtskrivare, producent och sångare av svensk-franskt ursprung. Hon föddes i Örebro och flyttade till Stockholm vid 15 års ålder.

## Karriär
Sibille Attar har deltagit som live-musiker i Norrköpingsgrundade bandet Speedmarket Avenue (2005–2009), och ännu tidigare som keyboardist med mera i det Stockholmsbaserade The Tourettes (2001–2008). 2010 blev hon live-musiker i bandet [ingenting], och hon har även varit aktiv under namnet Little Red Corvette.
Attar har även medverkat på skivor som Håkan Hellströms Rampljus vol 1,  Let's Get Out of This Country av Camera Obscura, Chocolate and Seafood av David Lindh, Bandjo av Bandjo och på Bear Quartet-skivan Monty Python.
Sibille Attar har jämförts med en ung Patti Smith, PJ Harvey, Björk Guðmundsdóttir och Kate Bush och svenska artister som Håkan Hellström, Tomas Ledin och Henrik Berggren. PSL har utnämnt henne till den som kommer att förändra rock'n'rollhistorien. Sibille Attar släppte under eget namn och egen produktion EP:n The Flower's Bed på skivbolaget Stranded Rekords 2012. Samma år blev hon Grammisnominerad i kategorin Årets Nykomling.
20 februari 2013 släppte hon det egenproducerade albumet "Sleepyhead" på samma bolag. 2013 blev Sibille P3 Guld-nominerad till Årets Pop, Gaffapriset nominerad i kategorierna Årets Svenska Album, Årets Soloartist, Årets Svenska Genombrott och Alcoholics som Årets Hit. Hon var även en av 50 nominerade från hela norden i Nordic Music Prize men gick ej vidare som finalist.
23 februari 2018 var hon tillbaka med ny musik, första släppet var singeln RUN. EP’n Paloma’s Hand släpptes på bolaget PNKSLM i april 2018. EP’n är egenproducerad med undantag av ett spår där Petter Granberg är medproducent.
Attar nominerades till SKAP:s och Manifests pris till årets kompositör 2019, och Årets Pop på Manifestgalan 2021.
Hon tilldelades SKAP:s Pop pris 2019 och TCO's Kulturstipenium 2022.
2021 släpptes fullängdaren A History of Silence på PNKSLM Recordings, och mottog goda recensioner.
2022 komponerade hon musik till en Dramaten-produktion vid namn Sårad Ängel. Pjäsen och kompositionen mottogs väl. 2023 släpps musiken som digitalt album. 
2024 släpptes fullängdaren Brutal på eget bolag, som även den mottogs väl.
Under pandemin hade hon en podcast med kollegan Sara Parkman vid namn "Kul Att Du Håller På".

## Lista på medverkan som sångare/musiker på inspelade verk
- Jonas Lundqvist - Sorgetornets Spejare,  (Sorgetornets Spejare)
- Håkan Hellström - Rampljus vol 1 (Studentfylleflaken, Var inte född att följa efter, Vägen med regnbågen över)
- Speedmarket Avenue – Way Better Now (Hela albumet)
- Camera Obscura – Let’s Get Out of This Country, (If Looks Could Kill, I Need All The Friends I Can Get)
- Bear Quartet – Monty Python, (We’re Not Gonna Make It, Lovers Goodbye)
- [ingenting] – Tomhet Idel Tomhet –  (Dina Händer Är Fulla Av Blommor, Ge Tillbaka det)
- Shadow Shadow – Riviera, (Riviera, Where The Ocean Is)
- Marit Bergman – Molnfabriken, (Landet)
- David Lindh – Chocolate and Seafood (Dare, Evil Eyes)
- Bandjo – Bandjo, (You And The Sun, Haze Over)
- Hortlax Cobra – Lightworks (Gimme The Highlights)
- Drakkar Nowhere – Drakkar Nowhere (The Line)
- A Nighthawk – Cold Air, (Cold Air, Hard Floor, Smoke In The Hall)

## Lista på medverkan som låtskrivare
- Håkan Hellström - Vägen med regnbågen över (Sibille Attar, Håkan Hellström, Björn Olsson, Joakim Åhlund)
- Ludwig Bell - Första snön, (Sibille Attar, Ludwig Bell)
- Adam Tensta - Let Me, (Sibille Attar, Adam Taal, Nils Svennem Lundberg, Michel Dida)

## Lista på produktioner
- Therese Lithner - Our Summer, (låt)
- Ludwig Bell - Första snön, (låt), samproduktion med Theodor Kylin, Christopher Göthberg
- Sibille Attar - Sleepyhead (LP) med undantag av Come Night.
- Sibille Attar - Paloma's Hand, (EP) med undantag av Same Old Heartbreak
- Sibille Attar - A History of Silence, (LP)
- Sibille Attar - Lost Tracks 2012-2022, (EP), med undantag av Cold Generation
- Sibille Attar - Sårad Ängel (LP)
- Sibille Attar - BRUTAL (LP)

## Diskografi
- 2012 – The Flower's Bed
- 2013 – Sleepyhead
- 2018 – Paloma’s Hand
- 2021 – A History of Silence
- 2022 – Lost Tracks 2012-2022
- 2023 – Sårad Ängel
- 2024 – BRUTAL